# ゆ〜わくワイド&News
『ゆ〜わくワイド』は、テレビ大分（TOS）が平日（月曜から金曜）の夕方に生放送しているローカルワイド・情報番組（夕方ワイド番組）である。2014年3月31日放送開始。

## 番組概要
- テレビ大分では長きにわたり、月曜から金曜の17時台はドラマの再放送やバラエティ番組の遅れネットに充てられていたが、2014年4月改編でこれらの番組を終了させ、大分県内の民放テレビ局では初となる夕方ワイド番組『ゆ〜わくワイド』として立ち上げられたのが当番組である[1]。

- 2015年度春季改編（3月30日）から『みんなのニュース』が放送開始されることに伴い、17時台の『ゆ〜わくワイド』の枠と18時台に別番組として放送していた『FNN TOS Super NEWS』の枠を統合し、この枠内で『FNNみんなのニュース（フジテレビ発の全国ニュース）』と県内ローカルニュースを内包する2時間超ワイドとしてリニューアルした。

- 2018年4月2日より『プライムニュース イブニング』が開始されるも、番組のメインタイトルは変更せず、引き続き継続する。

- 2018年4月17日放送分で放送回数1000回を達成[2]。
- 2019年4月1日より、フジテレビ発の全国ニュースは『プライムニュース イブニング』に代わって『Live News イット!』が開始となるが、当番組については引き続きこのメインタイトルで放送する[3]。

## 放送時間
時間は全て日本標準時で記す。
ゆ〜わくワイド
| 期間                  | 月曜 - 金曜           |
| --------------------- | --------------------- |
| 2014.3.31 - 2015.3.27 | 16:50 - 17:54（64分） |

ゆ〜わくワイド&News
| 期間                  | 月曜 - 金曜            |
| --------------------- | ---------------------- |
| 2015.3.30 - 2020.9.25 | 16:50 - 19:00（130分） |
| 2020.9.28 - 2023.3.31 | 16:45 - 19:00（135分） |
| 2023.4.3 - 2024.3.29  | 16:50 - 19:00（130分） |

## 出演者
2024年4月現在。太字はテレビ大分アナウンサー。
| 月曜                         | 火曜                         | 水曜                         | 木曜                         | 金曜                         |
| 総合司会（メインキャスター） | 総合司会（メインキャスター） | 総合司会（メインキャスター） | 総合司会（メインキャスター） | 総合司会（メインキャスター） |
| ---------------------------- | ---------------------------- | ---------------------------- | ---------------------------- | ---------------------------- |
| 和田綾香                     | 和田綾香                     | 和田綾香                     | 和田綾香                     | 藤村晃輝                     |
| 小西綾音                     |                              |                              |                              |                              |
| ニュースキャスター           |                              |                              |                              |                              |
| 男性                         |                              |                              |                              |                              |
| 田辺智彦                     | 田辺智彦                     | 岡村誠之                     | 小笠原正典                   | 小笠原正典                   |
| 女性                         |                              |                              |                              |                              |
| 野島亜樹                     | 野島亜樹                     | 柴田真里                     | 柴田真里                     | 柴田真里                     |
| 天気担当キャスター           |                              |                              |                              |                              |
| 大波多美奈                   |                              |                              |                              |                              |
| レギュラーメンバー           |                              |                              |                              |                              |
| 岩崎朋美 幸綾音              | 梶原史帆 可児敦彦            | つだつよし 廣道純            | 中華首藤 森祐作              | 猪野ゆりか 藤林唯            |

### 過去の出演者
- 坂本くるみ - 2019年4月 - 2020年3月までMCを担当。
- 浅川かがり - 大波多美奈が産休中、ピンチヒッターとして3か月間お天気担当をした。
- 井下育恵 - （テレビ大分契約アナウンサー→テレビ大阪契約アナウンサー→フリー=元アナウンサーとしてTOSに出演）
- 安藤通恵 - 月曜中継担当
- 藤林唯 - 同上
- 玉井大貴  - （テレビ大分元アナウンサー）
- 吉良奈菜子 - 2020年4月 - 2021年12月までMCを担当。
- 御手洗慶子  - （テレビ大分元アナウンサー）
- 田中愛佳  - （テレビ大分アナウンサー）

## 主なコーナー
2024年現在。
- 中継（水曜・金曜）
- ゆ〜わくチャンス（月曜 - 金曜、下記参照）
- 噂のトモちゃんねる（月曜）
- 駅前お知らせMONDAY（月曜）
- ゆ～わく豊珍遺産（月曜）
- Re：の世界（火曜）
- ゆ〜わくクッキング（火曜）
- ゆ～わく野菜情報（火曜）
- ゆ〜わくEYES（水曜）
- ゆ～わく大分学講座（水曜）
- 中華首藤のちゅ～ぶらりん（木曜）
- ゆ〜わくシネマ（木曜）
- ゆ～わくリサーチ どうなん?（木曜）
- ゆ〜わくフライデー（金曜）
- 県内ニュース・お天気（月曜 - 金曜18時台）

### 過去のコーナー
- 早出しニュース（月曜 - 金曜、2015年3月27日まで）

### ゆ〜わくチャンス
- 視聴者から応募のあったハガキ、FAX、インターネットでの参加申し込みから1名を選び、参加権を得た視聴者が電話を通してゲームに挑戦する。視聴者が裏に1～10の数字が書かれた10枚のカードから1枚を選択し、数字の大小を当て、成功した場合は賞品がプレゼントされる。最大3回まで挑戦可能だが、途中で失敗するとその時点でゲームは終了、獲得した賞品も没収される。
- 裏が「4[17]」のカードは「パスミーカード」と呼ばれ、4の数字と共に同局のマスコットキャラクター「パスミー」が描かれている。このカードが絡んだ状態（カードを引く順序は関係なし）で成功すると現金1万円を獲得（後で失敗すると他の獲得賞品同様没収される）。
- 熊本県民テレビで放送されていた夕方ワイド番組『テレビタミン』の「めくって!はい&ろー」に範を取るが、挑戦できる視聴者の組数、カードの選び方、ヒントタイムの有無、賞品の指定方法等で相違点がみられる。

## 週末ならびに本番組休止、特別編成時の対応
2015年4月4日以降、夕方ワイド番組と夕方ニュース番組の枠が統合されたことから、『ゆ〜わくワイド&News』が休止となる場合は以下のような構成で放送される。
週末や特別編成の場合
- 原則的にFNNネットワークニュースとローカルニュースの2本立てで送る番組を編成する。
  - 2015年4月4日 - 2018年4月1日：『FNNみんなのニュース おおいた→FNN TOSみんなのニュース』
  - 2018年4月7日 - 2019年3月31日：『FNN TOSプライムニュース イブニング』
  - 2019年4月6日 - 2020年9月27日：『FNN TOS Live News it!』
  - 2020年10月3日 - 現在：『FNN TOS Live News イット!』

- 特番などによる放送の休止・日時・時間・内容変更は以下の通り。年末年始は原則、フジテレビの夕方枠報道番組の休止に合わせて放送休止、ローカルニュースは『FNNニュース』または本番組短縮版にて放送する。
  - 2020年4月20日 - 2020年5月1日…新型コロナウイルスの感染拡大防止のため、までの2週間の間、『ゆ〜わくワイド&News』の5時台が休止となり、上記と同じ対応がとられた。
  - 2020年5月4日 - 5月8日…新型コロナウイルスの感染拡大防止のため、番組を休止し、16時50分〜18時50分は東京の『Live News it!』を放送し、18時50分〜19時は大分のニュース・天気予報を放送した。
  - 2021年5月3日 - 5月7日…大型連休期間の特別編成のため番組自体を休止。この期間は、東京の『イット!』を通常テレビ大分ではネットしていない16時台なども含めた臨時フルネット（15時45分 - 19時）で放送。ただし、18時45分〜18時55分の「まるっと!」の部分のみ大分のニュース・天気予報に差し替えて放送した。
  - 2015年10月27日 - 10月29日…フジテレビにて「SMBC日本シリーズ2015　東京ヤクルト×福岡ソフトバンク」（18:00 - 20:54）中継に伴う、『FNN みんなのニュース』のネットワークセールス枠が16:50 - 17:11に設定されたことにより、10月27日と10月29日は中継を行うため18:00で終了となったが、ゴールデンタイムを日本テレビ系で編成する水曜日の10月28日については17時台で放送しているものを18時台で放送する形をとった。
  - 2019年12月4日…フジテレビにて「FNS歌謡祭2019 第一夜」（18:30 - 23:28）を中継放送するが、ゴールデンタイムを日本テレビ系で編成するテレビ大分は通常通り放送したうえで、FNS歌謡祭を後日放送[18]。また11日は「東アジアE-1サッカー選手権2019　女子 日本×チャイニーズタイペイ」（16:15-18:15）放送のため、前述の『FNN TOS Live News it!』として放送。
  - 2021年7月26日・7月27日・7月30日、8月2日 - 8月5日…東京オリンピック中継のため休止（深夜帯に『東京五輪プレミアム』も別途放送）。このうち、7月30日・8月4日は16:50 - 17:48（7月30日は - 18:00）に『イット!』として17:12.30まではフジテレビ発の全国ニュース（7月30日は17:48からも）、17:12.30 - 17:48に県内ニュース・天気予報を放送した。また、7月28日・7月29日、8月6日は通常放送ではあったが、18:45 - 18:55に『イット!』の東京五輪情報コーナー「リンナビ」をネットしたため18時台のコーナー構成が一部変更された。
  - 2022年2月7日・2月15日・2月18日…北京オリンピックの中継・ハイライトを放送（2月7日は日本テレビ発、2月15日・2月18日はフジテレビ発）するため、番組を休止。7日は16:50 - 23:24が日本テレビ同時ネットとなった関係上、フジテレビの『イット!』はネット返上したほか、県内ニュース・天気予報は16:45 - 16:50に『TOSニュース』を放送し対応した。また、休止しない日でも、オリンピック期間中（8日 - 17日〈15日を除く〉）は18:45 - 18:55に『イット!』の北京五輪情報コーナーをネットするため18時台のコーナー構成が一部変更された。
  - 2022年7月19日…「東アジアE-1サッカー選手権2022 女子 日本×韓国」（15:45-18:00）放送のため、前述の『FNN TOS Live News イット!』として放送。
  - FNS27時間テレビ放送日…テレビ大分ではネットしていないうえ、フジテレビで代替として放送されるFNNニュースも不定時になることから、17:50から5分間ずつ『TOSニュース』と『あしたのお天気』を設定する。
    - 2023年度は17:19 - 17:24に『TOSニュース&天気予報』に縮小。17:30からは『笑点』を放送（日テレと同時刻放送だが遅れ放送分）